# Godijeno
Godijeno je naseljeno mjesto u općini Foča, Republika Srpska, BiH. Nalaze se na desnoj obali Ćehotine kod mosta.
Nastalo je 1962. spajanjem Humskog s Prvničem (Sl.list NRBiH, br.47/62).

## Poznate osobe =
- Omer Kovač, aktivist Mladih muslimana

## Stanovništvo
| Narod     | Popis 1971. | Popis 1981. | Popis 1991. |
| --------- | ----------- | ----------- | ----------- |
| Hrvati    |             |             |             |
| Muslimani | 119         | 132         | 106         |
| Srbi      | 40          | 31          | 34          |
| ostali    | 1           | 8           | 1           |
| Ukupno    | 160         | 171         | 141         |